# High Church
A "Igreja alta" (em inglês:  High Church) refere-se a crenças e práticas de eclesiologia, liturgia e teologia, geralmente com ênfase na formalidade e resistência à "modernização". Embora usado em conexão com várias tradições cristãs, o termo se originou e foi associado principalmente à tradição anglicana, onde descreve as igrejas anglicanas que mantêm várias práticas e rituais associados ao catolicismo romano. O oposto é a Low Church. A mídia contemporânea descrevendo comunidades anglicanas tende a preferir o termo evangélicas para "igreja baixa" e anglo-católico para "igreja alta", embora os termos não correspondam exatamente. Outras denominações contemporâneas que contêm altas alas da igreja incluem algumas igrejas luteranas (conhecido pelo termo "Evangélico Católico"), presbiterianas e metodistas.

## Variações
Por causa de sua história, o termo "igreja alta" também se refere a aspectos do anglicanismo bastante distintos do movimento de Oxford ou do anglo-catolicismo. Ainda existem paróquias que são "igreja alta" e, ainda assim, aderem as tradições anglicanas e às práticas litúrgicas do Livro de Oração Comum.
O anglicanismo High Church tende a ser mais próximo do que a low church aos ensinamentos e espiritualidade da Igreja Católica Romana e Ortodoxa Oriental; suas marcas registradas são músicas de origem latina, retábulos, incenso, vestimentas do clero e ênfase nos sacramentos. É intrinsecamente conservador. Em contraste, a ala evangélica do anglicanismo defende o pensamento protestante. Nem toda comunidade High Church é Anglo-católica, uma vez que High Church refere-se a liturgia, e não a doutrina, os anglo-católicos defendem uma doutrina e liturgia católica, enquanto os High Church defendem apenas uma liturgia mais ritualista e similar a liturgia católica. 
"Igreja alta", no entanto, inclui muitos bispos, outros clérigos e adeptos que simpatizam com o amplo consenso moderno em torno do cristianismo reformado que, de acordo com os ensinamentos oficiais da Igreja Católica Romana e das Igrejas Ortodoxas Orientais, são anátemas.
O termo "igreja alta" também foi aplicado a elementos das igrejas protestantes nas quais congregações ou ministros individuais exibem uma divisão em suas práticas litúrgicas, por exemplo, "presbiterianismo da igreja alta ", " metodismo da igreja alta " e no luteranismo existe um histórico " alta igreja " e "baixa igreja" distinção comparável com o anglicanismo.

## Evolução do termo

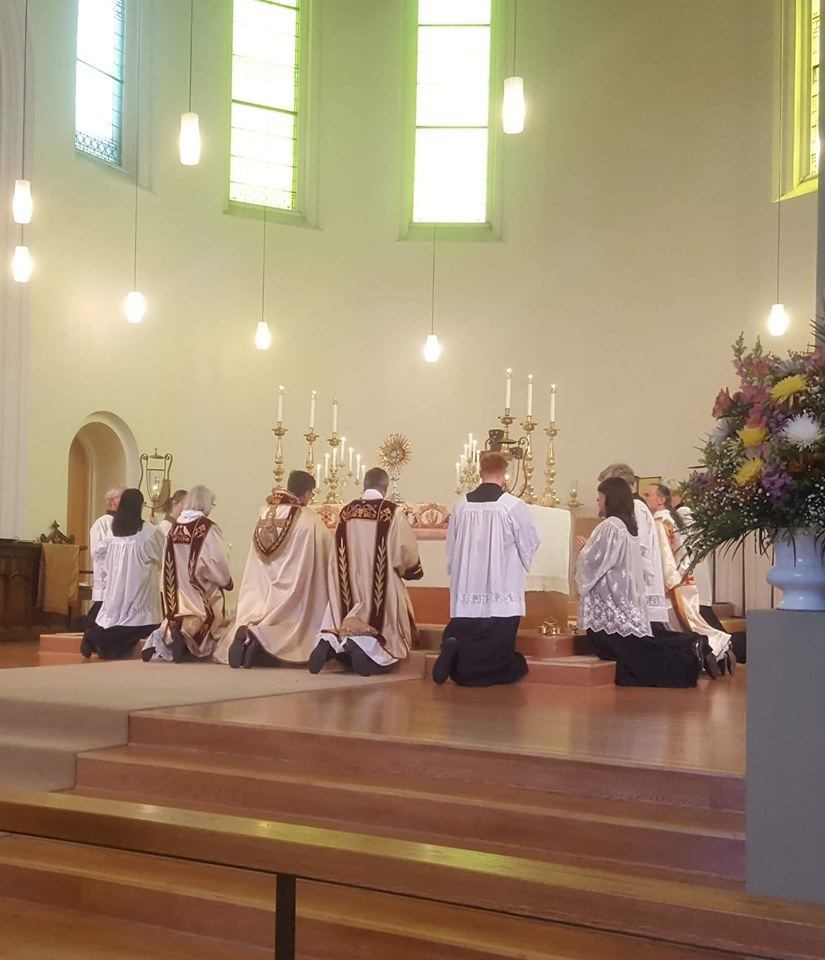
Bênção de Corpus Christi na Igreja Anglicana de Santa Maria Madalena em Toronto, Canadá.

No século XVII, a "Igreja Alta" foi usada para descrever os clérigos e leigos que colocavam uma ênfase "alta" na adesão completa à posição da Igreja Estabelecida, incluindo alguma ênfase nas práticas rituais ou litúrgicas herdadas da Igreja Primitiva ou da Igreja Não Dividida. No entanto, quando os puritanos começaram a exigir que a Igreja inglesa abandonasse algumas de suas ênfases litúrgicas tradicionais, estruturas episcopais, ornamentos paroquiais e similares, a posição da "Igreja Alta" passou a ser cada vez mais distinta da dos latitudinários, também conhecidos como aqueles que promovem uma igreja ampla, que procurou minimizar as diferenças entre o anglicanismo e o cristianismo reformado e tornar a igreja o mais inclusiva possível, abrindo suas portas o mais amplamente possível para admitir outros pontos de vista cristãos.
Até o início do século XIX, o termo "Altos Clérigos" era aquele que enfatizava o vínculo entre Igreja e Estado, a monarquia e a liturgia do Livro de Oração de 1662. [ citation needed ] O Movimento Oxford do século XIX, dentro da Igreja Anglicana, começou como um movimento da Igreja Alta, após um chamado à ação para salvar a Igreja da Inglaterra, cuja posição, enquanto a emancipação dos católicos romanos e outras mudanças no corpo político inglês, foi percebido como estando em perigo. Altos clérigos resistiram à erosão do papel tradicionalmente privilegiado e legalmente arraigado da Igreja Anglicana na sociedade inglesa. Com o tempo, várias das principais luzes do Movimento de Oxford se tornaram católicas romanas, seguindo o caminho de John Henry Newman, um dos pais do Movimento de Oxford e, por algum tempo, ele próprio um alto clérigo. Alto da Igreja por toda a vida, o reverendo Edward Bouverie Pusey permaneceu o pai espiritual do Movimento Oxford e permaneceu nas Ordens Sagradas da Igreja da Inglaterra. Em menor grau, olhando para o século XIX, o termo "Igreja Alta" também passou a ser associado às crenças dos teólogos de Caroline e às ênfases pietistas do período, praticadas pela comunidade anglicana de Little Gidding, como jejum e preparações prolongadas antes de receber a Eucaristia. Após a Restauração, o termo "Alta Igreja" tornou-se associado àqueles que entendiam que a Igreja Anglicana deveria sempre ser especialmente protegida contra todas as outras crenças cristãs, que denominou sectária.

### Depois de 1833
Somente com o sucesso do Movimento Oxford e suas crescentes ênfases no renascimento ritualístico a partir de meados do século XIX, o termo "High church" começou a significar algo que se aproximava do termo posterior "Anglo-Católico". Mesmo então, era empregado apenas em contraste com a "igreja baixa" da posição evangélica e pietista. Isso procurou, mais uma vez, diminuir a separação dos anglicanos (a Igreja estabelecida) da maioria dos não-conformistas protestantes, que nessa época incluíam os wesleyanos e outros metodistas. Bem como adeptos das antigas denominações protestantes conhecidas pelo termo de grupo "Old Dissent". Em contraste com as alianças anteriores com os conservadores, o anglo-catolicismo tornou-se cada vez mais associado ao socialismo, ao Partido Trabalhista e a uma maior liberdade de decisão nas convocações da igreja. Os anglo-católicos, particularmente em Londres, às vezes eram chamados de "socialistas sacramentais".
A partir de meados do século XIX, o termo "Igreja Alta" geralmente se associava a uma posição litúrgica anglo-católica ou até triunfalista mais declaradamente dentro da Igreja inglesa, enquanto os latitudinários restantes eram referidos como Igreja ampla e a ala evangélica foi chamada de Igreja Baixa. No entanto, "igreja alta" ainda pode se referir aos anglicanos que têm uma visão "alta" dos sacramentos, da tradição da igreja e do ministério tríplice, mas não se consideram especificamente anglo-católicos.

## Paróquias notáveis
- Todos os Santos, Margaret Street , Londres
- ChristChurch, New Haven
- Igreja de São Lourenço , Sydney
- Igreja de São Barnabé, Londres
- Santa Maria e todos os Santos, Chesterfield
- Igreja de Santa Maria Virgem, Manhattan, Nova Iorque
- Igreja do Advento, Boston
- Igreja do Bom Pastor (Rosemont, Pensilvânia)
- Igreja da Encarnação, Dallas
- Igreja da Ressurreição, Manhattan, Nova Iorque
- Santíssima Trindade, Sloane Street
- St. Alban's, Holborn, Londres
- Igreja de São Clemente, Filadélfia
- Igreja de São Bartolomeu, Dublin
- Igreja de São Jorge, Belfast
- Igreja de St James, Sydney
- Igreja de São Lucas, Derby
- St Mary Abbots , Londres
- Santa Maria a Virgem, Bourne Street, Londres
- Igreja de São Marcos, Filadélfia
- Igreja de São Paulo, Edimburgo
- Capela da faculdade da trindade, Cambridge